# فاينل فانتسي 9
فاينل فانتسي 9 (باليابانية: ファイナルファンタジーIX، فاينارو فانتاجي ناين) هي لعبة فيديو تقمص الأدوار من إنتاج شركة سكوير لألعاب الفيديو على سوني بلاي ستيشن. صدرت اللعبة في عام 2000، وهي التاسعة في سلسلة فاينل فانتسي وآخر لعبة يتم إصدارها أولا على الجيل الأول من نظام بلاي ستيشن. وأعيد إصدارها في عام 2010، ضمن بي إس ون كلاسيكس على شبكة بلاي ستيشن. قدمت اللعبة ميزات جديدة إلى السلسلة مثل "الوقت النشط"، ونظام المعدات والمهارات.
تركز القصة على على الحرب بين الدول. ويتحكم اللاعب بلص شاب يدعى زيدان ترايبال، وينضم مع الآخرين لهزيمة الملكة بران من ألكساندريا، وهي المسؤولة عن بدء الحرب. إلا أن الحبكة تتغير عندما تدرك الشخصيات أن بران تعمل مع شخص أكثر خطرا يدعى كوجا.
تم تطوير اللعبة التاسعة جنبا إلى جنب مع الثامنة، ولكن المصممين اتخذوا نهجا مختلفا بالعودة إلى نمط ألعاب فاينل فانتسي الأولى الأكثر تقليدية. ونتيجة لذلك، تأثر اللعبة التاسعة بشكل ملحوظ بالأصلية، وبها إشارات إلى ألعاب أخرى في هذه السلسلة. لقيت اللعبة إشادة من النقاد وهي تحمل أعلى نتيجة على موقع ميتاكريتيك بين ألعاب فاينل فانتسي. حققت اللعبة نجاحا تجاريا، وبيع منها 5.30 مليون وحدة في جميع أنحاء العالم من قبل 31 مارس 2003.
أعلنت سكوير انيكس في 31 ديسمبر 2015 أن فاينل فانتسي 9 سيتم تعزيز وإعادة إصدارها على ويندوز والهواتف الذكية (آي أو إس وأندرويد).

## روابط خارجية
- فاينل فانتسي 9 على موقع Google Play (الإنجليزية)
- فاينل فانتسي 9 على موقع IMDb (الإنجليزية)